# Superstaar
Superstaar is een Vlaams humoristisch televisieprogramma uit 2012, wekelijks gepresenteerd door comedian Gunter Lamoot op de zender 2BE geproduceerd door het Gentse productiehuis BroekToe.
In het programma brengt Lamoot filmpjes die zijn gemonteerd uit beeldfragmenten uit het archief van VTM en 2BE. Op de beelden worden nieuwe teksten gezet, worden geluidjes gemonteerd of worden details uitgelicht, waardoor de fragmenten en verhalen een nieuwe context en humoristische wending krijgen.
Het eerste seizoen van acht afleveringen werd uitgezonden in het voorjaar 2012. Op nieuwjaarsdag 2013 werd een special uitgezonden. Een volwaardig tweede seizoen met 9 afleveringen ging van start in het najaar van 2013.

## Terugkerende onderdelen
Een aantal onderdelen keerde regelmatig terug, met anders gemonteerde teksten:
- In het eerste seizoen was Eddy Wally, samen met zijn vrouw Mariëtte, een vast gegeven: beiden vertelden steeds zeer ingewikkelde zaken, alsof het dagelijkse kost was[4]
- Een vertraagde Eckhart Tolle die banale uitvindingen doet
- Adolf Hitler in Verrückte Idioten[5]